# 아모레퍼시픽
아모레퍼시픽(영어: Amorepacific Corporation)은 화장품, 생활용품, 건강식품 등을 판매하는 대한민국의 대표적인 화장품 기업 중 하나다. 본사는 서울특별시 용산구 한강대로 100 (한강로2가)에 있으며 아모레퍼시픽은 누구나 자신만의 아름다움을 발견하고 실현하는 삶, '뉴 뷰티(New Beauty)'를 비전으로 한다.

## 연혁
- 1945년 9월 5일 : 태평양화학공업사로 설립
- 1956년 3월 1일 : : 사명을 태평양화학공업사에서 태평양화학공업으로 변경
- 1978년 12월 1일: 화장품과 생활용품 생산시설인 태평양화학 대전 제1공장 신설
- 1980년 10월 10일: 화장품과 생활용품 생산시설인 태평양화학 대전 제2공장 신설
- 1982년 1월 1일 : 태평양화학 식품사업부 신설
- 1985년 5월 7일 : 태평양화학이 화장품 및 식생활용품에서 86,88서울올림픽 공식후원사 지정
- 1987년 6월 2일 : 사명을 태평양화학공업에서 태평양화학으로 변경
- 1993년 3월 5일 : 사명을 태평양화학에서 태평양으로 변경
- 2006년 6월 1일 : 사명을 태평양에서 아모레퍼시픽으로 변경
- 2006년 6월 1일 : 아시안 뷰티 크리에이터(Asian Beauty Creator) 선포
- 2006년 6월 2일 : 아모레퍼시픽그룹 지주회사 체제 출범
- 2013년 3월 4일 : 본사를 서울특별시 중구 청계천로 100 (수표동)으로 이전
- 2014년 3월 3일 : 아모레퍼시픽 자회사인 태평양제약 의약품사업에서 한독으로 양도
- 2015년 3월 6일 : 사명을 태평양제약에서 에스트라로 변경
- 2016년 6월 1일 : 아모레퍼시픽 창립 10주년
- 2017년 12월 1일 : 본사를 서울특별시 용산구 한강대로 100 (한강로2가)으로 이전
- 2019년 10월 1일 : 녹차사업 부문을 주식회사 오설록으로 분할

## 사업
아모레퍼시픽은 LG생활건강과 함께 국내에서 가장 매출규모가 큰 화장품 업체다. 또한 아모레퍼시픽은 2010년 이후 중국의 한류 붐을 타고 매출이 급성장하였다. 따라서 코스맥스 등 기타 화장품 관련 기업과 함께 글로벌 테마주로 분류된다.
1994년부터 론칭한 LANEIGE (눈<雪>의 불어)를 비롯, 이니스프리, 설화수 등의 브랜드가 글로벌 시장에서 판매되고 있다. 아모레퍼시픽은 아시아 지역에서의 인지도를 바탕으로, 현재 북미, 유럽 등으로 사업을 적극적으로 확장하고 있다.

## 지배구조
아모레퍼시픽은 2006년 6월 태평양의 기업 분할로 존속법인 태평양(현 아모레퍼시픽그룹)은 지주회사로 남고 기존 태평양의 주력인 화장품 사업 부문을 넘겨받아 자회사로 설립된 법인이다. 순수 지주회사로 변신한 태평양은 아모레퍼시픽, 퍼시픽글라스, 오설록농장, 태평양제약, 에뛰드, 아모스, 위드림 등을 경영관리하는 역할을 맡게 되었다.
서경배 아모레퍼시픽그룹 회장이 대주주로, 2014년 들어 아모레퍼시픽 및 지주회사인 아모레퍼시픽그룹의 주가 상승에 힘입어 보유 주식가치가 6조원을 넘었다. 이에 서경배 회장은 삼성전자의 이건희 회장과 현대차그룹의 정몽구 회장의 뒤를 이어 대한민국 내 재벌총수 3위에 올랐다.
이사회는 사내이사 3인, 사외이사 6인으로 구성된다. 2023년 기준으로, 사내이사는 서경배(대표이사 회장), 김승환(대표이사 사장), 박종만 이사이고, 사외이사는 이휘성, 조성진, 김종대, 안희준, 최인아, 이재연 이사이다.

## 브랜드
- 아모레퍼시픽 (AMORE PACIFIC)
- 아모스프로페셔널 (AMOS PROFESSIONAL)
- 에스트라 (AESTURA)
- 롱테이크 (longtake)
- 라네즈 (LANEIGE)
- 마몽드 (Mamonde)
- 아이오페 (IOPE)
- 아닉구딸 (Annick Goutal Paris)
- 한율 (韓律, HANYUL)
- 헤라 (HERA)
- 설화수 (雪花秀, SULWHASOO)
- 리리코스 (LIRIKOS)
- 프리메라 (Primera)
- 이니스프리 (innisfree)
- 에뛰드 하우스(에뛰드) (ÉTUDE HOUSE(ETUDE))
- 에스쁘아 (Espoir)
- 려 (呂, RYOE)
- 아윤채 (Ayunchae)
- 일리윤 (一理潤, ILLIYOON(舊 일리,ILLI))
- 미쟝센 (mise en scène)
- 해피바스 (HAPPY BATH)
- 댄트롤 샴푸 (Dantrol)
- 메디안 치약 (Median)
- 송염 치약
- 바이탈 뷰티 (V=B Beautie)

## 본점 및 지점 현황
- 본점: 서울특별시 용산구 한강대로 100 (한강로2가)

## 사건
- 아모레퍼시픽 직원 두명이 택시기사를 폭행하였다는 YTN뉴스가 있었다.[5]
- 아모레퍼시픽의 메디안 치약에서 가습기 살균제 성분이 검출되어 메디안 치약 11종이 식약처로부터 긴급회수 조치 명령을 받았다.[6]
- 창업주 故 서성환 회장의 큰아들이자 서경배 회장의 친형인 서영배 태평양개발 회장과 서성환 회장의 막내딸이자 서경배 회장의 넷째누나인 서미숙씨가 페이퍼컴퍼니를 설립한 것으로 알려져[7] 논란이 일었다.

## 비판
- 희망퇴직

코로나 블루 사태로 극심한 실적 부진에 시달리는 아모레퍼시픽이 끝내 희망퇴직(의원퇴직)을 단행하였다. 50대 초반 김성환 대표가 발탁된 지 하루만이다. 위기의식을 불어넣겠다는 의지를 드러낸 아모레퍼시픽은 연이어 희망퇴직을 단행하며 조직을 줄이겠다는 의도를 감추지 않았다. 20년 11월 13일 업계에 따르면, 아모레퍼시픽은 이날 희망퇴직 관련 공지를 게재하고 희망자 모집을 시작하였다. 대상자는 15년차 이상 직원이다. 15년 이상 직원에게는 퇴직 위로금으로 근속연수에 5개월치를 더한 급여를, 20년차 이상 직원에게는 40개월치 급여 수준의 퇴직 위로금을 지급하는 것으로 알려졌다. 이 사태는 예고된 수순이었으며, 실적 부진 가장 큰 요인인 중국 내 이니스프리 정리하고 구조조정 작업을 진행하였다. 사업과 실적이 장기간 침체된 일부 브랜드에 힘을 빼고 있는 만큼 인력 감축은 불가피한 상황이다.

- 화장품 용기

21년 4월 7일 페이스북 "플라스틱 없이도 잘 산다" 그룹을 통하여서 "이니스프리 플라스틱 화장품 용기를 종이로 포장하여 소비자를 기만하였다. 이니스프리 세럼, 안쪽이 궁금하여 갈라보니 떡하니 플라스틱 병이 나온다. 소비자고발센터에 접수하였다."고 주장하였다. 댓글을 통하여서 소비자들은 "불매운동 동참"을 선언하였다. 이와 관련하여 아모레퍼시픽 측은 "해당 제품은 무색 폴리에틸렌 재질 내 용기를 사용하고 겉면에 종의라벨을 씌운 플라스틱 저감 제품이며, 기존 제품 대비 51.8% 플라스틱을 절감하였다. 플라스택 용기 바깥을 싸고 있는 종이 라벨 역할을 보다 쉽게 설명하고자 페이퍼 보틀이라고 표기하게 됐지만, 제품 이름으로 용기 전체가 종이 재질로 인식될 수 있다는 부분을 간과하였다"며 사과 입장을 밝혔다. 실제로 이 제품 설명자로에서는 "제품 사용 후 종이 보틀과 가벼워진 플라스틱 용기는 각각 분리배출이 가능하다" 고 설명되어 있다. "소비자 기만" 에서는 "비슷한 용기를 먼저 만들어 사용한 외국 제품 명칭을 그대로 옮겨온 것"이라는 것이 아모레퍼시픽 설명이다. 일각에서는 아모레퍼시픽이 "그린워시"를 하는 것이 아니냐는 의문도 제기됐다. 녹색분칠이라고도 하는데 기업이 실제로는 환경에 유해한 활동을 하지만 친환경적인 이미지로 광고하는 것을 말한다. 이에 대하여서 여성환경연대는 "재활용도 안 되는 용기를 생산하는 업계에게 책임을 물고, 포장재 생산 단계에서 재활용이 쉽게 설계하고 용기 회수를 통하여 고품질 재활용으로 이어지도록 하여야 한다"고 강조하였다.

- 사상검증

15년 11월 2일, 아모레퍼시픽이 업계와 면접 당사자에 따르면, 한 면접관은 영업관리직무 2차 면접 시험장에서 "얼마 전 박근혜 대통령님이 국회에서 시정연설을 하며 강한 의지를 표하신 국정교과서에 대하여서 어떤 생각이냐"라는 질문을 하였다. 응시자가 "국정교과서가 사실상 바람직한 결정이라고 할 수 없다" 며 의견을 피력하자, 면접관이 "그래서 국정교과서 찬성, 반대예요?" 응시자가 "저는 다소 부정적이었지만, 박 대통령이 시정연설 말씀하셨듯이 어떠한 왜곡이나 미화도 없을 것이라며 객관성, 공정성을 기하겠다고 하였기 때문에 지켜볼 수 밖에 없다" 면서 면접이 끝났다. 이후 응시자는 자신 SNS에 면접 상황을 전하면서 "결국 탈락 소식을 접하였다. 영업관리 직무를 수행하는데 국정 교과서에 대한 견해가 무슨 의미가 있는 것인지 아모레퍼시픽으로부터 탈락 사유에 대한 공식적인 답변을 듣고 싶다"고 밝혔다. 아모레퍼시픽은 "사회에 대한 관심과 답변 내공, 결론 도출 논리성 등을 평가하기 위하여였을뿐, 다른 이유는 없었고, 지원자 성향은 합격 여부에 절대 영향을 주지 않았다. 당사의 채용은 공정성과 투명성을 확보하기 위하여서 개인 정치 성향, 종교, 학연 적절하지 않은 차별을 초래하는 사항들은 묻거나 평가에 반영하지 못하도록 규제하고 있다"고 공식 입장을 밝혔다. 아모레퍼시픽은 공식 사과와 함께 재발방지를 약속하였지만, 대중들은 "기업에서도 사상 검증을 하며 채용을 하는 것이냐"며 비판을 하고 있다.

- 표기

아모레퍼시픽은 14년 10월 7일 인터넷 홈페이지를 통하여서 해외사업장을 안내하면서 "동해"를 "일본해"로 표기한 구글 지도 서비스를 사용하였다. 안내는 미주와 유럽, 아시아에 있는 아모레퍼시픽 매장을 소개하고 있는데, 메인 사진으로는 사업장 사진을 게재하였지만 하단 지도를 클릭하여 "동해"를 찾아서 가면 "일본해"로 표기되어있는 것을 확인 할 수 있었다. 게다가 아모레퍼시픽이 운영하는 영문판 홈페이지 역시 "동해"를 "일본해", "독도"를 "리앙쿠르 암초"로 표기한 구글 지도를 사용하고 있었다. 구글 지도는 독도와 동해라고 표기한 버전이 있는데 "일본해", "리앙쿠르 암초" 버전으로 표기된 구글 지도를 사용하고 있었다. 따라서 필요에 따라 다른 지도 링크를 선택하여서 사용할 수 있었으나, 이를 소홀히 하여 물의를 빚게 되었다. 이에 대하여서 아모레 퍼시픽 측은 "홈페이지 지도 담당자가 구글 지도를 한글판 주소에서 가져와야 하는데 실수로 영문판 주소에서 가져오면서 이런 일이 발생하였다." 라고 입장을 밝히며, 현재 아모레퍼시픽은 "동해" 표시 지도로 교체한 상황이다.

## 같이 보기
- 용산 아모레퍼시픽